# William F. Friedman
William Frederick Friedman (1891-1969), nascido como Wolfe Friedman (em iídiche: װאָלףֿ פֿרידםאַן, em russo:  Вольф Фридман russo: Вольф Фридман), foi um criptoanalista estadounidense nascido em Chișinău (Bessarábia, uma guberniya no Império Russo à época). Filho de Frederick Friedman, um judeu de Bucareste que trabalhava como tradutor e linguista para o serviço de correios do Czar, o seu nome foi mudado para William quando a família emigrou para os Estados Unidos para escapar ao anti-semitismo no Império Russo.

## Biografia
As perseguições racistas e as regulações antisemitas obrigaram a sua família a emigrar para os Estados Unidos em 1893, onde se instalaram em Pittsburgh. Três anos mais tarde o jovem Wolfe mudou o seu nome pelo de William Frederick.
Graduou na Universidade Cornell pelos seus trabalhos de genética; entrou a trabalhar nos "Riverbank Laboratories" e interessou-se pelo estudo dos códigos e cifras secretas graças ao interesse de uma amiga, Elizebeth Smith (1892-1980), com quem casaria em 1917. Elizebeth trabalhava na investigação como criptoanalista em Riverbank e chegou a ser uma figura legendaria, tanto pelo seus conhecimentos sobre a obra de Shakespeare (juntos publicaram o livro The Shakespearean Ciphers Examined) como pelo seus êxitos como decifradora de códigos e chaves na época na que esteve vigente a "Lei Seca" (chegou a trabalhar como consultora para o Fundo Monetário Internacional na tarefa de elaborar um sistema secreto de comunicações).
Durante a I Guerra Mundial serviu como tenente em G6A2, a unidade de criptologia da Força Expedicionária Estadounidense, distinguindo pelos seus trabalhos e proezas na análise de códigos inimigos invioláveis, pelo qual recebeu o reconhecimento do Governo estadounidense.
Após a guerra voltou para Riverbank. Em 1920 mudou-se para Washington onde trabalhou no escritório do Oficial de Sinais em Chefe (agora chamado Corpo de Sinais do Exército). Em 1929 foi posto à frente do (recentemente criado) Serviço de Inteligência de Sinais (SIS), que evoluiu até ser a Agência de Segurança do Exército (ALÇA) na época da II Guerra Mundial.
O grupo liderado por Friedman dentro de SIS/ALÇA fez-se famoso ao romper o PURPLE (o nome que lhe davam à máquina de criptografia do Japão), uma proeza criptológica comparável à dos polacos que romperam a máquina Enigma da Alemanha. O grupo também cooperou com a Marinha para desenvolver o que seria a máquina de criptografia mais segura dessa Guerra, a SIGABA. O grupo também influiu no desenvolvimento da Agência de Segurança das Forças Armadas (AFSA) e a Agência de Segurança Nacional (NSA).
Retirou-se do exército com o grau de Coronel. Destacou como prolífico autor, professor e pesquisador, sendo considerado um dos maiores génios no campo do criptoanalise e a segurança nacional.
Seu maior êxito foi, quiçá, a adopção das matemáticas e o método científico dentro da criptologia. Os livros que escreveu foram usados por várias gerações de alunos. Seu trabalho influiu positivamente nas áreas de inteligência de sinais e a segurança da informação.
Morreu em novembro de 1969 de um ataque ao coração.

## Trabalhos publicados
É autor do trabalho 'The Most Mysterious Manuscript' Still an Enigma' (1962), bem como dos já clássicos 'Elements of Cryptanalisis', 'Cryptography and Cryptanalisis Articles' (vários volumes), 'Elementary Military Cryptrography', 'Advanced Military Cryptrography', 'Solving German Codes in World War I', 'Military Cryptanalysis' (I a IV, alguns deles em 2 volumes) e 'The Index of Coincidence and its Applications in Cryptanalysis'.

## O Manuscrito Voynich
No final da II Guerra Mundial reuniu a um grupo de pesquisadores (FSG (Primeiro Grupo de Estudo, 1944-1946) com a intenção de analisar o Manuscrito Voynich e, ainda que obtiveram alguns prometedores resultados, não conseguiram seu propósito.
No período 1962-1963 e graças à ajuda da companhia RCA que lhes permitiu utilizar um dos seus computadores —um RCA 301, aparelho de "segunda geração"— organizou o SSG (Segundo Grupo de Estudo), uma nova equipa de criptoanalistas e experientes em diferentes disciplinas que trabalharam de novo na análise do manuscrito; ao acabar-se o apoio o grupo dissolveu-se sem chegar a publicar nada, ainda que isso não fez mudar a opinião de Friedman sobre o manuscrito: parecia ter sido escrito entre 1480 e 1520 sendo, por tanto, muito posterior a Roger Bacon (artigo publicado no Washington Post, em 1962, por Elizebeth Friedman).
Dos seus estudos e análises parciais do Manuscrito Voynich sacou uma conclusão, que não deixaria de comunicar ao seu amigo Tiltman numa carta (1951): o documento parecia estar escrito numa língua sintética primitiva similar às elaboradas por Wilkins e Dalgarno.
A sua linha de trabalho continuou com as investigações de Tiltman o qual foi, a sua vez, sucedido pelos trabalhos, estudos e investigações de D' Império.

## Reconhecimentos
Em 1944 recebeu a Medalha do Departamento de Guerra por Serviço Civil Excepcional. O Presidente distinguiu-o com a Medalha ao Mérito em 1946, e com a Medalha da Segurança Nacional em 1955.
Em 1956 o Congresso concedeu-lhes a soma de 100.000 dólares por direitos de patentes em certos aparelhos criptográficos segredos desenvolvidos nessa época.
Como reconhecimento ao trabalho de ambos esposos, em 2002, o edifício de escritórios OPS1 da NSA foi dedicado a William e Elizebeth Friedman.